# Pseudosmittia avicularia
Pseudosmittia avicularia är en tvåvingeart som först beskrevs av Maurice Emile Marie Goetghebuer 1950.  Pseudosmittia avicularia ingår i släktet Pseudosmittia och familjen fjädermyggor. Inga underarter finns listade i Catalogue of Life.